# NGC 582
NGC 582 je spirální galaxie s příčkou v souhvězdí Trojúhelníku. Její zdánlivá jasnost je 13,2m a úhlová velikost 2,2′ × 0,6′. Je vzdálená 201 milionů světelných let, průměr má 130 000 světelných let. Je členem skupiny galaxií LGG 24, skupiny NGC-499. Galaxii objevil 9. srpna 1863 Heinrich Louis d’Arrest.